# Pépé le putois
 (juillet 2018).
Pépé le putois  (en version originale : Pepé Le Pew) est un personnage des dessins animés Looney Tunes, créé par Chuck Jones. Sa première apparition date de 1945 dans le dessin animé C'est le bouquet ! (Odor-able Kitty).

## Présentation du personnage

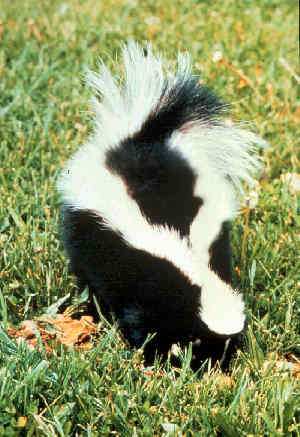
La mouffette rayée est le modèle de Pépé le putois.

Pépé est un sconse, une mouffette rayée, en anglais striped skunk (et non un putois) qui se promène allègrement un peu partout, généralement dans les rues de Paris au printemps - saison des amours - ou partout ailleurs. D'une nature décontractée et confiante, Pépé est perpétuellement à la recherche du grand amour. Malheureusement pour lui, il possède deux grands défauts qui le désavantagent : il dégage une odeur insupportable et il est beaucoup trop insistant quand il courtise une « belle femme skunk fatale ». Il prend continuellement les refus et les fuites de ses « prétendantes » pour des preuves d'amour ou une sorte de jeu de leur part en retour. Il est l'archétype plus ou moins stéréotypé de l'homme séducteur de type Don Juan, archétype renforcé par ses expressions, ses gestuelles et son accent franco-italien.
Pépé devrait normalement trouver l'amour auprès d'une mouffette femelle. Pour son plus grand malheur, et sans qu'il s'en rende jamais compte, il rencontre toujours la même chatte noire, Penelope Pussycat (un personnage qui ne parle jamais). Dans chaque épisode, Penelope reçoit accidentellement de la peinture blanche sur la tête et sur le dos sous forme de longue bande, ce qui lui donne l'aspect d'une mouffette (lors de sa première apparition, il s'agissait en réalité d'un chat mâle de couleur orange qui ne réapparaitra plus). Pépé multiplie les tentatives pour courtiser la belle, faisant fi de ses repoussements, passant outre son refus et ignorant la peur qu'il lui inspire. Pénélope, fortement indisposée par l'odeur fétide de Pépé, se sauve toujours en courant, ce qui donne lieu à divers gags. C'est là le scénario de base de la majorité des apparitions et des œuvres centrées sur ce personnage.
Lors de la première apparition de Pépé, en 1945, dans le court-métrage C'est le Bouquet, on découvre à la fin qu'il est déjà marié à une femelle de son espèce et père de deux enfants (non nommés), qui ne réapparaîtront plus par la suite. Ici, Pépé est donc également infidèle, semble-t-il, sans vraiment le vouloir, ce qui renforce encore plus la référence à Don Juan. C'est à cette occasion que Pépé est - chose rare voire unique - puni à la fin, remis à sa place par sa femme qui l'assomme avec un parapluie car elle ne croit pas un mot de son excuse peu crédible, à savoir qu'il aide à ce moment-là le chat à nettoyer son œil avec un chiffon. On peut aussi voir, à cette occasion, que Pépé est gêné d'être découvert et qu'il craint même la réaction de sa femme (il a une mine gênée et souriante, bégaie un peu et met en évidence ses dents du haut dans l'espoir  qu'elle croira à son excuse). 
Par la suite, les apparitions de Pépé consisteront invariablement à mettre en scène la fuite et l'évasion définitive de Pénélope des pattes de Pépé, qui a simplement échoué à l'attraper. La morale qu'on peut en tirer est ici moins claire que dans le court-métrage de 1945.

### La parodie de Français
Le personnage de Pépé le putois est inspiré de Pépé le Moko, successivement interprété par Jean Gabin dans le film français de 1937 et par Charles Boyer dans son adaptation américaine, Casbah, de 1938,.
D'après Chuck Jones, rapporté dans son autobiographie, l'auteur et acteur voix Tedd Pierce de la Warner est l'une des sources d'inspiration de Pépé le putois. En effet, Pierce se définissait lui-même comme un homme à femmes.
Parmi les caractéristiques de Pépé, outre son odeur si particulière, il faut noter un fort accent français. Dans la version originale américaine, le personnage parle une sorte de pseudo-français, ou du franglais, mêlé d'espagnol et d'italien, reprenant des expressions françaises avec des mots anglais. Pour un effet comique, l'article défini « le(s) » est ajouté au début de mots qui n'en ont pas besoin, y compris aux onomatopées qui marquent l'action, comme les miaulements, les halètements et la manifestation de colère de Pénélope dans Mon beau légionnaire (Little Beau Pepé, 1952), exprimés par elle de cette façon : « les meoww », « les purrr », « les hhh », « les rrrr ». Voici un exemple du parler de Pépé dans Relent d'amour (1949) : 
Pepé : (chantant) Affaire d'amour ? Affaire de cœur ? Je ne sais quoi, je vive en espoir… (sniffs) Mmmm m mm… un smell à vous finez… (hums)
le gendarme : Le kittée quel terrible odeur !
le propriétaire : Allez, Gendarme ! Allez ! Retournez-moi ! This instonce ! Oh, pauvre moi, I am ze bankrupt… (sanglote)
Penelope : Le mew ? Le purrrrrrr.
le propriétaire : A-a-ahhh. Le pussy ferocious ! Remove zot skunk ! Zot cat-pole from ze premises ! Avec !
Penelope : (reniflant le putois) Sniff, sniff, sniff-sniff, sniff-sniff.
Pepé : Quel est ? (aperçoit la chatte Penelope) Ahh ! Le belle femme skunk fatale ! (fait claquer sa langue deux fois)
Dans la version française actuelle, Pépé parle avec un fort accent italien (voix française : François Tavares). La plupart des dialogues sont en français, avec l'insertion de quelques mots et expressions en italien, tels que « mon petit farfalle », « mon petit ravioli e pesto » ou encore « c'est le moment de la mise amore ».

## Controverse autour du personnage
De par sa nature, Pépé le putois est l'un des personnages de l'univers des Looney Tunes ayant le plus mal vieilli au fil des années, au fur et à mesure des changements de mentalité et de la conception des rapports hommes-femmes. La seconde période de la filmographie de Pépé le putois voit d'ailleurs la raréfaction de ses apparitions ; il est souvent cantonné dans un rôle secondaire.
En mars 2021, peu après le début de la polémique concernant la sexualisation revue à la baisse du personnage de Lola Bunny, il est annoncé par plusieurs médias que Pépé sera absent du long métrage à venir Space Jam 2,,, à la suite des critiques affirmant qu'il participe à la « culture du viol ». L'affaire avait commencé au début de mars, lors de la publication d'une chronique de Charles M. Blow, journaliste du New York Time, dans laquelle il critiquait le personnage pour ses attitudes inchangées de mauvais goût. 
Le personnage était cependant déjà présent depuis longtemps dans le film mais il a été coupé au montage dès l’entrée en fonction du réalisateur Malcolm D. Lee, il y a plus d’un an. La scène supprimée (en noir et blanc, en référence au film Casablanca) montrait Pépé dans un bar, courtisant comme à son habitude, mais cette fois-ci une femme humaine qui le repoussait en le giflant violemment. Plus tard, Pépé voit Bugs Bunny et LeBron James et leur dit qu'il a une injonction d'éloignement de la part de Pénélope (personnage qui apparaîtra et restera, elle, dans le film), ce à quoi LeBron lui fait la morale en expliquant la nécessité du consentement d'autrui pour courtiser les femmes. Or, Greice Santo, l'actrice qui interprète la femme que drague Pépé, et qui fut elle-même victime de harcèlement sexuel par le passé, déplore la suppression de cette scène qui, en réalité, proposait une solution éducative aux problèmes que Pépé est accusé symboliser,. 
L'annonce de la suppression du personnage de Pépé dans le film n'était pas une surprise pour certains. Ainsi, le comédien Dave Chappelle, face aux polémiques autour du personnage, a soulevé une autre polémique : pourquoi bêtement supprimer les contenus anciens devenus obsolètes au lieu de les expliquer de manière pédagogique, dans une procédure de contextualisation et de sensibilisation, comme on aurait pu le faire avec cette scène supprimée ? 
Selon certaines sources, Pépé le putois ne devrait plus apparaître dans les futures productions des studios Warner Bros.. Toutefois, aucune annonce des studios n'a été faite quant au retrait du catalogue d'œuvres antérieures et toujours disponibles.

## Filmographie

### Période 1945-1970
Filmographie des dessins animés 
dirigés par Chuck Jones (sauf Un printemps pourri (Really Scent), par Abe Levitow, et L'Odeur du jour (Odor of the Day), par Arthur Davis)
- C'est le bouquet ! (Odor-able Kitty) (1945)
- Fair and Worm-er (1946)
- Une fourrure enivrante (Scent-imental Over You) (1947)
- L'Odeur du jour (Odor of the Day) (1948)  seul cartoon dans lequel Pépé n'est pas obsédé par l'amour ni ne parle avec l'accent français
- Relent d'amour (For Scent-imental Reasons) (1949), a obtenu un Academy Award
- Roméo de Cologne (Scent-imental Romeo) (1951)
- Mon beau légionnaire (Little Beau Pepé) (1952)
- Tout feu, tout flamme (Wild Over You) (1953)
- Titi à la fourrière (Dog Pounded) (1954) (caméo)
- Chatsablanca (The Cats Bah) (1954)
- Le crime était presque parfum (Past Perfumance) (1955)
- Pépé sur la piste de l'amour (Two Scents Worth) (1955)
- Parfum céleste (Heaven Scent) (1956)
- Les Robinsons de l'amour (Touché and Go) (1957)
- Un printemps pourri (Really Scent) (1959)
- La Croisière s'empeste (Who Scent You?) (1960)
- Le Parfum du mont Cervin (A Scent of The Matterhorn) (1961)
- Pépé visite le Louvre (Louvre Come Back to Me!) (1962)[17]

### Période 1971-2010
- Carrotblanca  (1995) — voix originale de Greg Burson (Pépé le Putois est « Louie »)
- Space Jam  (1996) — voix originale de Maurice LaMarche
- Looney Tunes: Stranger Than Fiction (2003) — voix originale de Maurice LaMarche
- Les Looney Tunes passent à l'action (2003) — voix originale de Bruce Lanoil
- Le Noël des Looney Tunes (2006) — voix originale de Joe Alaskey

## Séries télévisées (États-Unis)
- Le Bugs Bunny Show
Episode no 1.1 (1960) — voix originale de Mel Blanc
Episode no 1.5 (1960) — voix originale de Mel Blanc
Episode no 1.24 (1961) — voix originale de Mel Blanc
- The Porky Pig Show (1964) — voix originale de Mel Blanc
- The Bugs Bunny/Road Runner Hour (1968) — voix originale de Mel Blanc
- Daffy Duck and Porky Pig Meet the Groovie Goolies (1972) — voix originale de Mel Blanc
- The ABC Saturday Superstar Movie
- Bugs Bunny's Easter Special (1977) — voix originale de Mel Blanc
- The Daffy Duck Show (1978) — (voix originale de Mel Blanc)
- Bugs Bunny's Christmas Carol (1979) — voix originale de Mel Blanc
- Bugs Bunny's Looney Christmas Tales (1979)
- Looney, Looney, Looney Bugs Bunny Movie (1981) — voix originale de Mel Blanc
- Bugs Bunny's Mad World of Television (1982) — voix originale de Mel Blanc
- The Bugs Bunny and Tweety Show (1986) — voix originale de Mel Blanc
- Bugs vs. Daffy : Battle of the Music Video Stars (1988) — voix originale de Mel Blanc

## Récompenses et hommages

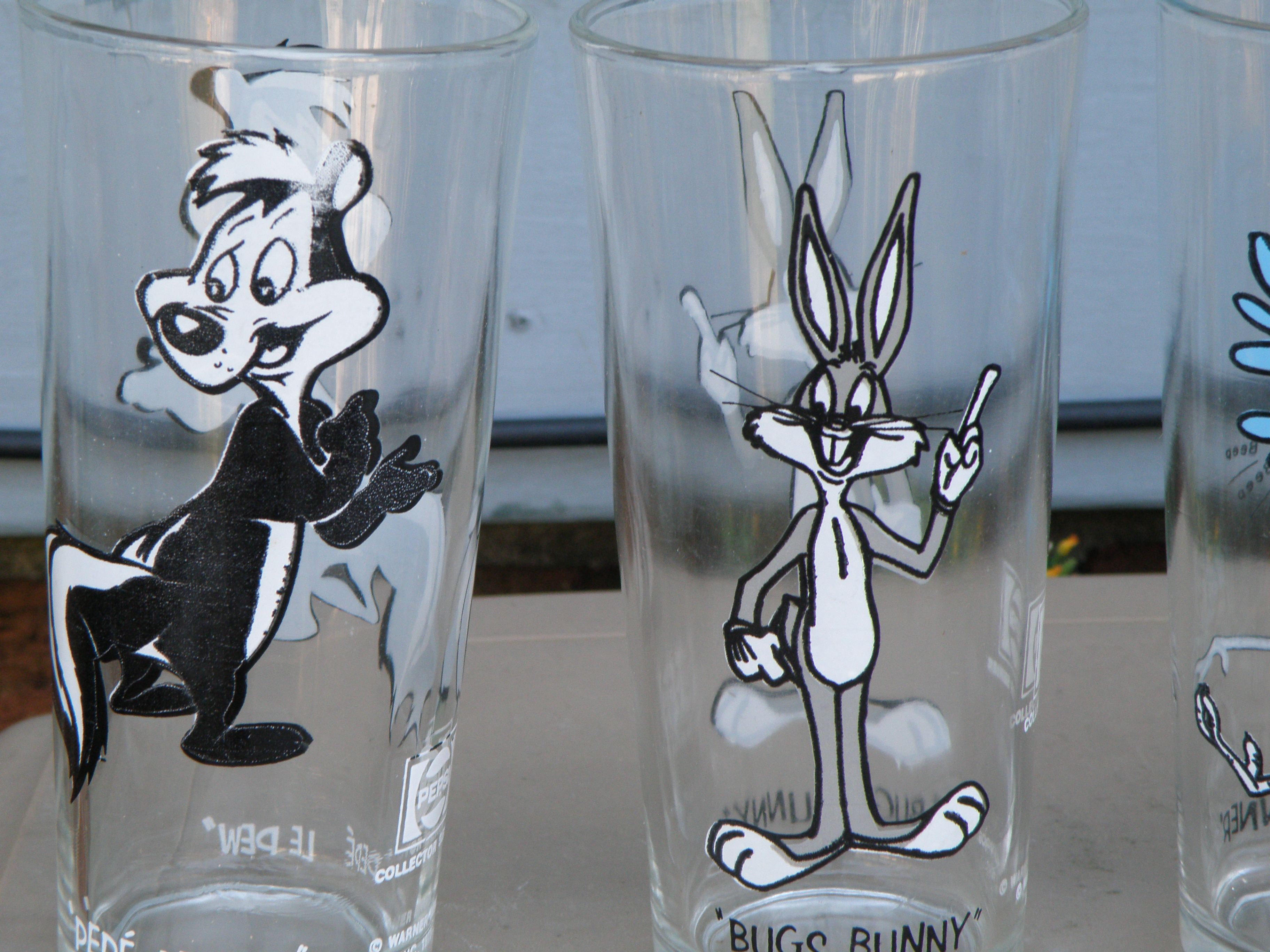
Représentation de Pépé le putois (à gauche) et de Bugs Bunny sur des verres publicitaires.

Le dessin animé Relent d'amour (For Scent-imental Reasons), mettant en vedette « Pepé le Pew », a remporté l'oscar du meilleur court métrage d'animation en 1949.

## Influences
- Le personnage de Pépé le Putois a été une des sources d'inspiration (avec Keith Richards) de Johnny Depp pour la création de son personnage Jack Sparrow[18].
- En 2018, le journal Daily Telegraph s'est inspiré du personnage pour désigner Emmanuel Macron après que celui-ci, en visite présidentielle en Australie, eut recouru à l'adjectif « délicieuse » pour qualifier la femme du Premier ministre australien alors que le terme delicious a une connotation sexuelle en anglais[19],[1],[20],[21].

## Autre
- Pépé le putois est le seul personnage populaire et incontournable des Looney Tunes à ne pas avoir de jeu vidéo dédié. Le Youtubeur de jeu rétro Joueur du Grenier (JDG) en fait d'ailleurs la remarque dans son test sur les jeux Road Runner sur SNES et Tazmania sur Megadrive[22].